# Anabarhynchus lacustris
Anabarhynchus lacustris är en tvåvingeart som beskrevs av Lyneborg 1992. Anabarhynchus lacustris ingår i släktet Anabarhynchus och familjen stilettflugor. Inga underarter finns listade i Catalogue of Life.